# Vuelta a España 2023
La Vuelta a España 2023, settantottesima edizione della corsa e valida come prova dell'UCI World Tour 2023, si è svolta dal 26 agosto al 17 settembre 2023 per un totale di 3 162,1 km, suddiviso in ventuno tappe, con partenza da Barcellona e arrivo, come da tradizione, a Madrid. La vittoria fu appannaggio dello statunitense Sepp Kuss, il quale completò il percorso in 76h48'21", alla media di 42,228 km/h, precedendo il danese Jonas Vingegaard e lo sloveno Primož Roglič.

## Tappe
| Tappa  | Data         | Percorso                                                       | km      | Vincitore di tappa    | Leader cl. generale |
| ------ | ------------ | -------------------------------------------------------------- | ------- | --------------------- | ------------------- |
| 1ª     | 26 agosto    | Barcellona > Barcellona (cronosquadre)                         | 14,8    | Team DSM-Firmenich    | Lorenzo Milesi      |
| 2ª     | 27 agosto    | Mataró > Barcellona                                            | 182     | Andreas Kron          | Andrea Piccolo      |
| 3ª     | 28 agosto    | Súria > Arinsal (AND)                                          | 158,5   | Remco Evenepoel       | Remco Evenepoel     |
| 4ª     | 29 agosto    | Andorra la Vella (AND) > Tarragona                             | 185     | Kaden Groves          | Remco Evenepoel     |
| 5ª     | 30 agosto    | Morella > Burriana                                             | 186,5   | Kaden Groves          | Remco Evenepoel     |
| 6ª     | 31 agosto    | La Vall d'Uixó > Observatorio Astrofísico de Javalambre        | 183,5   | Sepp Kuss             | Lenny Martinez      |
| 7ª     | 1º settembre | Utiel > Oliva                                                  | 201     | Geoffrey Soupe        | Lenny Martinez      |
| 8ª     | 2 settembre  | Dénia > Xorret de Catí (Costa Blanca)                          | 165     | Primož Roglič         | Sepp Kuss           |
| 9ª     | 3 settembre  | Cartagena > Caravaca de la Cruz                                | 184,5   | Lennard Kämna         | Sepp Kuss           |
|        | 4 settembre  | giorno di riposo                                               |         |                       |                     |
| 10ª    | 5 settembre  | Valladolid > Valladolid (cron. individuale)                    | 25,8    | Filippo Ganna         | Sepp Kuss           |
| 11ª    | 6 settembre  | Lerma > Laguna Negra de Urbión                                 | 163,5   | Jesús Herrada         | Sepp Kuss           |
| 12ª    | 7 settembre  | Ólvega > Saragozza                                             | 151     | Juan Sebastián Molano | Sepp Kuss           |
| 13ª    | 8 settembre  | Formigal > Colle del Tourmalet (FRA)                           | 135     | Jonas Vingegaard      | Sepp Kuss           |
| 14ª    | 9 settembre  | Sauveterre-de-Béarn (FRA) > Larra-Belagua                      | 156,5   | Remco Evenepoel       | Sepp Kuss           |
| 15ª    | 10 settembre | Pamplona > Lekunberri                                          | 158,5   | Rui Costa             | Sepp Kuss           |
|        | 11 settembre | giorno di riposo                                               |         |                       |                     |
| 16ª    | 12 settembre | Liencres > Bejes                                               | 120,5   | Jonas Vingegaard      | Sepp Kuss           |
| 17ª    | 13 settembre | Ribadesella > Angliru                                          | 124,5   | Primož Roglič         | Sepp Kuss           |
| 18ª    | 14 settembre | Pola de Allande > La Cruz de Linares                           | 179     | Remco Evenepoel       | Sepp Kuss           |
| 19ª    | 15 settembre | La Bañeza > Íscar                                              | 177,5   | Alberto Dainese       | Sepp Kuss           |
| 20ª    | 16 settembre | Manzanares el Real > Guadarrama                                | 208     | Wout Poels            | Sepp Kuss           |
| 21ª    | 17 settembre | Madrid (Ippodromo de la Zarzuela) > Madrid (Paisaje de la Luz) | 101,5   | Kaden Groves          | Sepp Kuss           |
| Totale | Totale       | Totale                                                         | 3 162,1 |                       |                     |

## Squadre e corridori partecipanti
| N.      | Cod. | Squadra               |
| ------- | ---- | --------------------- |
| 1-8     | SOQ  | Soudal Quick-Step     |
| 11-18   | UAD  | UAE Team Emirates     |
| 21-28   | TJV  | Jumbo-Visma           |
| 31-38   | IGD  | Ineos Grenadiers      |
| 41-48   | TBV  | Bahrain Victorious    |
| 51-58   | LTK  | Lidl-Trek             |
| 61-68   | GFC  | Groupama-FDJ          |
| 71-78   | BOH  | Bora-Hansgrohe        |
| 81-88   | ADC  | Alpecin-Deceuninck    |
| 91-98   | LTD  | Lotto Dstny           |
| 101-108 | EFE  | EF Education-EasyPost |

| N.      | Cod. | Squadra                  |
| ------- | ---- | ------------------------ |
| 111-118 | ACT  | AG2R Citroën Team        |
| 121-128 | JAY  | Team Jayco AlUla         |
| 131-138 | ICW  | Intermarché-Circus-Wanty |
| 141-148 | MOV  | Movistar Team            |
| 151-158 | COF  | Cofidis                  |
| 161-168 | DSM  | Team DSM-Firmenich       |
| 171-178 | ARK  | Team Arkéa-Samsic        |
| 181-188 | TEN  | TotalEnergies            |
| 191-198 | AST  | Astana Qazaqstan Team    |
| 201-208 | BBH  | Burgos-BH                |
| 211-218 | CJR  | Caja Rural-Seguros RGA   |

## Dettagli delle tappe

### 1ª tappa
- 26 agosto: Barcellona > Barcellona – Cronometro a squadre - 14,8 km

Risultati
| Pos. | Squadra               | Tempo  |
| ---- | --------------------- | ------ |
| 1    | Team DSM-Firmenich    | 17'30" |
| 2    | Movistar Team         | s.t.   |
| 3    | EF Education-EasyPost | a 6"   |

| Pos. | Corridore      | Squadra | Tempo  |
| ---- | -------------- | ------- | ------ |
| 1    | Lorenzo Milesi | DSM     | 17'30" |
| 2    | Max Poole      | DSM     | s.t.   |
| 3    | Romain Bardet  | DSM     | s.t.   |

### 2ª tappa
- 27 agosto: Mataró > Barcellona – 182 km

Risultati
| Pos. | Corridore       | Squadra | Tempo    |
| ---- | --------------- | ------- | -------- |
| 1    | Andreas Kron    | Lotto   | 4h10'06" |
| 2    | Kaden Groves    | Alpecin | s.t.     |
| 3    | Andrea Vendrame | AG2R    | s.t.     |

| Pos. | Corridore           | Squadra  | Tempo    |
| ---- | ------------------- | -------- | -------- |
| 1    | Andrea Piccolo      | EF       | 4h27'23" |
| 2    | Javier Romo         | Astana   | a 11"    |
| 3    | Iván García Cortina | Movistar | a 13"    |

### 3ª tappa
- 28 agosto: Súria > Arinsal (AND) – 158,5 km

Risultati
| Pos. | Corridore        | Squadra | Tempo    |
| ---- | ---------------- | ------- | -------- |
| 1    | Remco Evenepoel  | Soudal  | 4h15'39" |
| 2    | Jonas Vingegaard | Jumbo   | a 1"     |
| 3    | Juan Ayuso       | UAE     | s.t.     |

| Pos. | Corridore       | Squadra  | Tempo    |
| ---- | --------------- | -------- | -------- |
| 1    | Remco Evenepoel | Soudal   | 8h43'11" |
| 2    | Enric Mas       | Movistar | a 5"     |
| 3    | Lenny Martinez  | Groupama | a 11"    |

### 4ª tappa
- 29 agosto: Andorra la Vella (AND) > Tarragona – 185 km

Risultati
| Pos. | Corridore           | Squadra | Tempo    |
| ---- | ------------------- | ------- | -------- |
| 1    | Kaden Groves        | Alpecin | 4h05'41" |
| 2    | J. Sebastián Molano | UAE     | s.t.     |
| 3    | Edward Theuns       | Lidl    | s.t.     |

| Pos. | Corridore       | Squadra  | Tempo     |
| ---- | --------------- | -------- | --------- |
| 1    | Remco Evenepoel | Soudal   | 12h48'52" |
| 2    | Enric Mas       | Movistar | a 5"      |
| 3    | Lenny Martinez  | Groupama | a 11"     |

### 5ª tappa
- 30 agosto: Morella > Burriana – 186,5 km

Risultati
| Pos. | Corridore        | Squadra       | Tempo    |
| ---- | ---------------- | ------------- | -------- |
| 1    | Kaden Groves     | Alpecin       | 4h23'43" |
| 2    | Filippo Ganna    | Ineos         | s.t.     |
| 3    | Dries Van Gestel | TotalEnergies | s.t.     |

| Pos. | Corridore       | Squadra  | Tempo     |
| ---- | --------------- | -------- | --------- |
| 1    | Remco Evenepoel | Soudal   | 17h12'29" |
| 2    | Enric Mas       | Movistar | a 11"     |
| 3    | Lenny Martinez  | Groupama | a 17"     |

### 6ª tappa
- 31 agosto: La Vall d'Uixó > Observatorio Astrofísico de Javalambre – 183,5 km

Risultati
| Pos. | Corridore      | Squadra  | Tempo    |
| ---- | -------------- | -------- | -------- |
| 1    | Sepp Kuss      | Jumbo    | 4h27'29" |
| 2    | Lenny Martinez | Groupama | a 26"    |
| 3    | Romain Bardet  | DSM      | a 31"    |

| Pos. | Corridore      | Squadra  | Tempo     |
| ---- | -------------- | -------- | --------- |
| 1    | Lenny Martinez | Groupama | 21h40'35" |
| 2    | Sepp Kuss      | Jumbo    | a 8"      |
| 3    | Marc Soler     | UAE      | a 51"     |

### 7ª tappa
- 1º settembre: Utiel > Oliva – 201 km

Risultati
| Pos. | Corridore      | Squadra       | Tempo    |
| ---- | -------------- | ------------- | -------- |
| 1    | Geoffrey Soupe | TotalEnergies | 4h56'29" |
| 2    | Orluis Aular   | Caja Rural    | s.t.     |
| 3    | Edward Theuns  | Lidl          | s.t.     |

| Pos. | Corridore      | Squadra  | Tempo     |
| ---- | -------------- | -------- | --------- |
| 1    | Lenny Martinez | Groupama | 26h37'04" |
| 2    | Sepp Kuss      | Jumbo    | a 8"      |
| 3    | Marc Soler     | UAE      | a 51"     |

### 8ª tappa
- 2 settembre: Dénia > Xorret de Catí (Costa Blanca) – 165 km

Risultati
| Pos. | Corridore       | Squadra | Tempo    |
| ---- | --------------- | ------- | -------- |
| 1    | Primož Roglič   | Jumbo   | 4h13'52" |
| 2    | Remco Evenepoel | Soudal  | s.t.     |
| 3    | Juan Ayuso      | UAE     | s.t.     |

| Pos. | Corridore      | Squadra  | Tempo     |
| ---- | -------------- | -------- | --------- |
| 1    | Sepp Kuss      | Jumbo    | 30h51'06" |
| 2    | Marc Soler     | UAE      | a 43"     |
| 3    | Lenny Martinez | Groupama | a 1'00"   |

### 9ª tappa
- 3 settembre: Cartagena > Caravaca de la Cruz – 184,5 km

Risultati
| Pos. | Corridore      | Squadra | Tempo    |
| ---- | -------------- | ------- | -------- |
| 1    | Lennard Kämna  | Bora    | 4h28'59" |
| 2    | Matteo Sobrero | Jayco   | a 13"    |
| 3    | Chris Hamilton | DSM     | a 1'12"  |

| Pos. | Corridore      | Squadra  | Tempo     |
| ---- | -------------- | -------- | --------- |
| 1    | Sepp Kuss      | Jumbo    | 35h23'30" |
| 2    | Marc Soler     | UAE      | a 43"     |
| 3    | Lenny Martinez | Groupama | a 1'02"   |

### 10ª tappa
- 5 settembre: Valladolid > Valladolid – Cronometro individuale – 25,8 km

Risultati
| Pos. | Corridore       | Squadra | Tempo  |
| ---- | --------------- | ------- | ------ |
| 1    | Filippo Ganna   | Ineos   | 27'39" |
| 2    | Remco Evenepoel | Soudal  | a 16"  |
| 3    | Primož Roglič   | Jumbo   | a 36"  |

| Pos. | Corridore       | Squadra | Tempo     |
| ---- | --------------- | ------- | --------- |
| 1    | Sepp Kuss       | Jumbo   | 35h52'38" |
| 2    | Marc Soler      | UAE     | a 26"     |
| 3    | Remco Evenepoel | Soudal  | a 1'09"   |

### 11ª tappa
- 6 settembre: Lerma > Laguna Negra de Urbión – 163,5 km

Risultati
| Pos. | Corridore       | Squadra  | Tempo    |
| ---- | --------------- | -------- | -------- |
| 1    | Jesús Herrada   | Cofidis  | 3h29'17" |
| 2    | Romain Grégoire | Groupama | a 3"     |
| 3    | Andreas Kron    | Lotto    | a 8"     |

| Pos. | Corridore       | Squadra | Tempo     |
| ---- | --------------- | ------- | --------- |
| 1    | Sepp Kuss       | Jumbo   | 39h27'45" |
| 2    | Marc Soler      | UAE     | a 26"     |
| 3    | Remco Evenepoel | Soudal  | a 1'09"   |

### 12ª tappa
- 7 settembre: Ólvega > Saragozza – 151 km

Risultati
| Pos. | Corridore           | Squadra     | Tempo    |
| ---- | ------------------- | ----------- | -------- |
| 1    | J. Sebastián Molano | UAE         | 3h23'35" |
| 2    | Kaden Groves        | Alpecin     | s.t.     |
| 3    | Boy van Poppel      | Intermarché | s.t.     |

| Pos. | Corridore       | Squadra | Tempo     |
| ---- | --------------- | ------- | --------- |
| 1    | Sepp Kuss       | Jumbo   | 42h51'20" |
| 2    | Marc Soler      | UAE     | a 26"     |
| 3    | Remco Evenepoel | Soudal  | a 1'09"   |

### 13ª tappa
- 8 settembre: Formigal > Colle del Tourmalet (FRA) – 135 km

Risultati
| Pos. | Corridore        | Squadra | Tempo    |
| ---- | ---------------- | ------- | -------- |
| 1    | Jonas Vingegaard | Jumbo   | 3h51'10" |
| 2    | Sepp Kuss        | Jumbo   | a 30"    |
| 3    | Primož Roglič    | Jumbo   | a 33"    |

| Pos. | Corridore        | Squadra | Tempo     |
| ---- | ---------------- | ------- | --------- |
| 1    | Sepp Kuss        | Jumbo   | 46h42'54" |
| 2    | Primož Roglič    | Jumbo   | a 1'37"   |
| 3    | Jonas Vingegaard | Jumbo   | a 1'44"   |

### 14ª tappa
- 9 settembre: Sauveterre-de-Béarn (FRA) > Larra-Belagua – 156,5 km

Risultati
| Pos. | Corridore           | Squadra | Tempo    |
| ---- | ------------------- | ------- | -------- |
| 1    | Remco Evenepoel     | Soudal  | 4h13'38" |
| 2    | Romain Bardet       | DSM     | a 1'12"  |
| 3    | Lennert Van Eetvelt | Lotto   | a 6'33"  |

| Pos. | Corridore        | Squadra | Tempo     |
| ---- | ---------------- | ------- | --------- |
| 1    | Sepp Kuss        | Jumbo   | 51h04'54" |
| 2    | Primož Roglič    | Jumbo   | a 1'37"   |
| 3    | Jonas Vingegaard | Jumbo   | a 1'44"   |

### 15ª tappa
- 10 settembre: Pamplona > Lekunberri – 158,5 km

Risultati
| Pos. | Corridore         | Squadra     | Tempo    |
| ---- | ----------------- | ----------- | -------- |
| 1    | Rui Costa         | Intermarché | 3h30'56" |
| 2    | Lennard Kämna     | Bora        | s.t.     |
| 3    | Santiago Buitrago | Bahrain     | s.t.     |

| Pos. | Corridore        | Squadra | Tempo     |
| ---- | ---------------- | ------- | --------- |
| 1    | Sepp Kuss        | Jumbo   | 54h38'42" |
| 2    | Primož Roglič    | Jumbo   | a 1'37"   |
| 3    | Jonas Vingegaard | Jumbo   | a 1'44"   |

### 16ª tappa
- 12 settembre: Liencres > Bejes – 120,5 km

Risultati
| Pos. | Corridore         | Squadra | Tempo    |
| ---- | ----------------- | ------- | -------- |
| 1    | Jonas Vingegaard  | Jumbo   | 2h38'23" |
| 2    | Finn Fisher-Black | UAE     | a 43"    |
| 3    | Wout Poels        | Bahrain | a 49"    |

| Pos. | Corridore        | Squadra | Tempo     |
| ---- | ---------------- | ------- | --------- |
| 1    | Sepp Kuss        | Jumbo   | 57h18'10" |
| 2    | Jonas Vingegaard | Jumbo   | a 29"     |
| 3    | Primož Roglič    | Jumbo   | a 1'33"   |

### 17ª tappa
- 13 settembre: Ribadesella > Angliru – 124,5 km

Risultati
| Pos. | Corridore        | Squadra | Tempo    |
| ---- | ---------------- | ------- | -------- |
| 1    | Primož Roglič    | Jumbo   | 3h15'56" |
| 2    | Jonas Vingegaard | Jumbo   | s.t.     |
| 3    | Sepp Kuss        | Jumbo   | a 19"    |

| Pos. | Corridore        | Squadra | Tempo     |
| ---- | ---------------- | ------- | --------- |
| 1    | Sepp Kuss        | Jumbo   | 60h34'21" |
| 2    | Jonas Vingegaard | Jumbo   | a 8"      |
| 3    | Primož Roglič    | Jumbo   | a 1'08"   |

### 18ª tappa
- 14 settembre: Pola de Allande > La Cruz de Linares – 179 km

Risultati
| Pos. | Corridore       | Squadra | Tempo    |
| ---- | --------------- | ------- | -------- |
| 1    | Remco Evenepoel | Soudal  | 4h47'37" |
| 2    | Damiano Caruso  | Bahrain | a 4'44"  |
| 3    | Andreas Kron    | Lotto   | a 5'10"  |

| Pos. | Corridore        | Squadra | Tempo     |
| ---- | ---------------- | ------- | --------- |
| 1    | Sepp Kuss        | Jumbo   | 65h31'27" |
| 2    | Jonas Vingegaard | Jumbo   | a 17"     |
| 3    | Primož Roglič    | Jumbo   | a 1'08"   |

### 19ª tappa
- 15 settembre: La Bañeza > Íscar – 177,5 km

Risultati
| Pos. | Corridore           | Squadra | Tempo    |
| ---- | ------------------- | ------- | -------- |
| 1    | Alberto Dainese     | DSM     | 3h42'09" |
| 2    | Filippo Ganna       | Ineos   | s.t.     |
| 3    | Marijn van den Berg | EF      | s.t.     |

| Pos. | Corridore        | Squadra | Tempo     |
| ---- | ---------------- | ------- | --------- |
| 1    | Sepp Kuss        | Jumbo   | 69h13'36" |
| 2    | Jonas Vingegaard | Jumbo   | a 17"     |
| 3    | Primož Roglič    | Jumbo   | a 1'08"   |

### 20ª tappa
- 16 settembre: Manzanares el Real > Guadarrama – 208 km

Risultati
| Pos. | Corridore       | Squadra   | Tempo    |
| ---- | --------------- | --------- | -------- |
| 1    | Wout Poels      | Bahrain   | 4h59'29" |
| 2    | Remco Evenepoel | Soudal    | s.t.     |
| 3    | Pelayo Sánchez  | Burgos-BH | s.t.     |

| Pos. | Corridore        | Squadra | Tempo     |
| ---- | ---------------- | ------- | --------- |
| 1    | Sepp Kuss        | Jumbo   | 74h23'42" |
| 2    | Jonas Vingegaard | Jumbo   | a 17"     |
| 3    | Primož Roglič    | Jumbo   | a 1'08"   |

### 21ª tappa
- 17 settembre: Madrid (Ippodromo de la Zarzuela) > Madrid (Paisaje de la Luz) – 101,5 km

Risultati
| Pos. | Corridore     | Squadra | Tempo    |
| ---- | ------------- | ------- | -------- |
| 1    | Kaden Groves  | Alpecin | 2h24'13" |
| 2    | Filippo Ganna | Ineos   | s.t.     |
| 3    | Nico Denz     | Bora    | s.t.     |

| Pos. | Corridore        | Squadra | Tempo     |
| ---- | ---------------- | ------- | --------- |
| 1    | Sepp Kuss        | Jumbo   | 76h48'21" |
| 2    | Jonas Vingegaard | Jumbo   | a 17"     |
| 3    | Primož Roglič    | Jumbo   | a 1'08"   |

## Evoluzione delle classifiche
| Tappa              | Vincitore             | Classifica generale Maglia rossa | Classifica a punti Maglia verde | Classifica scalatori Maglia a pois | Classifica giovani Maglia bianca | Classifica a squadre Numero rosso | Premio combattività Numero giallo |
| ------------------ | --------------------- | -------------------------------- | ------------------------------- | ---------------------------------- | -------------------------------- | --------------------------------- | --------------------------------- |
| 1ª                 | Team DSM-Firmenich    | Lorenzo Milesi                   | non assegnata                   | non assegnata                      | Lorenzo Milesi                   | Team DSM-Firmenich                | non assegnato                     |
| 2ª                 | Andreas Kron          | Andrea Piccolo                   | Andreas Kron                    | Matteo Sobrero                     | Andrea Piccolo                   | EF Education-EasyPost             | Javier Romo                       |
| 3ª                 | Remco Evenepoel       | Remco Evenepoel                  | Andrea Vendrame                 | Remco Evenepoel                    | Remco Evenepoel                  | Jumbo-Visma                       | Damiano Caruso                    |
| 4ª                 | Kaden Groves          | Remco Evenepoel                  | Kaden Groves                    | Eduardo Sepúlveda                  | Remco Evenepoel                  | Jumbo-Visma                       | Ander Okamika                     |
| 5ª                 | Kaden Groves          | Remco Evenepoel                  | Kaden Groves                    | Eduardo Sepúlveda                  | Remco Evenepoel                  | Jumbo-Visma                       | Eric Fagúndez                     |
| 6ª                 | Sepp Kuss             | Lenny Martinez                   | Kaden Groves                    | Eduardo Sepúlveda                  | Lenny Martinez                   | Bahrain Victorious                | Mikel Landa                       |
| 7ª                 | Geoffrey Soupe        | Lenny Martinez                   | Kaden Groves                    | Eduardo Sepúlveda                  | Lenny Martinez                   | Bahrain Victorious                | Ander Okamika                     |
| 8ª                 | Primož Roglič         | Sepp Kuss                        | Kaden Groves                    | Eduardo Sepúlveda                  | Lenny Martinez                   | Jumbo-Visma                       | Oier Lazkano                      |
| 9ª                 | Lennard Kämna         | Sepp Kuss                        | Kaden Groves                    | Eduardo Sepúlveda                  | Lenny Martinez                   | Jumbo-Visma                       | Jon Barrenetxea                   |
| 10ª                | Filippo Ganna         | Sepp Kuss                        | Kaden Groves                    | Eduardo Sepúlveda                  | Remco Evenepoel                  | Jumbo-Visma                       | non assegnato                     |
| 11ª                | Jesús Herrada         | Sepp Kuss                        | Kaden Groves                    | Jesús Herrada                      | Remco Evenepoel                  | Jumbo-Visma                       | José Manuel Díaz                  |
| 12ª                | Juan Sebastián Molano | Sepp Kuss                        | Kaden Groves                    | Jesús Herrada                      | Remco Evenepoel                  | Jumbo-Visma                       | Jetse Bol                         |
| 13ª                | Jonas Vingegaard      | Sepp Kuss                        | Kaden Groves                    | Jonas Vingegaard                   | Juan Ayuso                       | Jumbo-Visma                       | Michael Storer                    |
| 14ª                | Remco Evenepoel       | Sepp Kuss                        | Kaden Groves                    | Remco Evenepoel                    | Juan Ayuso                       | Jumbo-Visma                       | Remco Evenepoel                   |
| 15ª                | Rui Costa             | Sepp Kuss                        | Kaden Groves                    | Remco Evenepoel                    | Juan Ayuso                       | Jumbo-Visma                       | Remco Evenepoel                   |
| 16ª                | Jonas Vingegaard      | Sepp Kuss                        | Kaden Groves                    | Remco Evenepoel                    | Juan Ayuso                       | Jumbo-Visma                       | Joel Nicolau                      |
| 17ª                | Primož Roglič         | Sepp Kuss                        | Kaden Groves                    | Remco Evenepoel                    | Juan Ayuso                       | Jumbo-Visma                       | Remco Evenepoel                   |
| 18ª                | Remco Evenepoel       | Sepp Kuss                        | Kaden Groves                    | Remco Evenepoel                    | Juan Ayuso                       | Jumbo-Visma                       | Remco Evenepoel                   |
| 19ª                | Alberto Dainese       | Sepp Kuss                        | Kaden Groves                    | Remco Evenepoel                    | Juan Ayuso                       | Jumbo-Visma                       | Michal Schlegel                   |
| 20ª                | Wout Poels            | Sepp Kuss                        | Kaden Groves                    | Remco Evenepoel                    | Juan Ayuso                       | Jumbo-Visma                       | Pelayo Sánchez                    |
| 21ª                | Kaden Groves          | Sepp Kuss                        | Kaden Groves                    | Remco Evenepoel                    | Juan Ayuso                       | Jumbo-Visma                       | non assegnato                     |
| Classifiche finali | Classifiche finali    | Sepp Kuss                        | Kaden Groves                    | Remco Evenepoel                    | Juan Ayuso                       | Jumbo-Visma                       | Remco Evenepoel                   |

Maglie indossate da altri ciclisti in caso di due o più maglie vinte
- Nella 2ª tappa Max Poole ha indossato la maglia bianca al posto di Lorenzo Milesi.
- Nella 3ª tappa Javier Romo ha indossato la maglia bianca al posto di Andrea Piccolo.
- Nella 4ª tappa Eduardo Sepúlveda ha indossato la maglia a pois al posto di Remco Evenepoel.
- Dalla 4ª alla 6ª tappa Lenny Martinez ha indossato la maglia bianca al posto di Remco Evenepoel.
- Nella 7ª ed 8ª tappa Juan Ayuso ha indossato la maglia bianca al posto di Lenny Martinez.

## Classifiche finali

### Classifica generale - Maglia rossa
| Pos. | Corridore         | Squadra  | Tempo     |
| ---- | ----------------- | -------- | --------- |
| 1    | Sepp Kuss         | Jumbo    | 76h48'21" |
| 2    | Jonas Vingegaard  | Jumbo    | a 17"     |
| 3    | Primož Roglič     | Jumbo    | a 1'08"   |
| 4    | Juan Ayuso        | UAE      | a 3'18"   |
| 5    | Mikel Landa       | Bahrain  | a 3'37"   |
| 6    | Enric Mas         | Movistar | a 4'14"   |
| 7    | Aleksandr Vlasov  | Bora     | a 7'53"   |
| 8    | Cian Uijtdebroeks | Bora     | a 8'00"   |
| 9    | João Almeida      | UAE      | a 10'08"  |
| 10   | Santiago Buitrago | Bahrain  | a 11'38"  |

### Classifica a punti - Maglia verde
| Pos. | Corridore        | Squadra | Punti |
| ---- | ---------------- | ------- | ----- |
| 1    | Kaden Groves     | Alpecin | 315   |
| 2    | Remco Evenepoel  | Soudal  | 236   |
| 3    | Andreas Kron     | Lotto   | 167   |
| 4    | Marc Soler       | UAE     | 133   |
| 5    | Jonas Vingegaard | Jumbo   | 123   |

### Classifica scalatori - Maglia a pois
| Pos. | Corridore        | Squadra  | Punti |
| ---- | ---------------- | -------- | ----- |
| 1    | Remco Evenepoel  | Soudal   | 135   |
| 2    | Jonas Vingegaard | Jumbo    | 51    |
| 3    | Michael Storer   | Groupama | 39    |
| 4    | Romain Bardet    | DSM      | 35    |
| 5    | Primož Roglič    | Jumbo    | 33    |

### Classifica giovani - Maglia bianca
| Pos. | Corridore         | Squadra | Tempo     |
| ---- | ----------------- | ------- | --------- |
| 1    | Juan Ayuso        | UAE     | 76h51'39" |
| 2    | Cian Uijtdebroeks | Bora    | a 4'42"   |
| 3    | João Almeida      | UAE     | a 6'50"   |
| 4    | Santiago Buitrago | Bahrain | a 8'20"   |
| 5    | Remco Evenepoel   | Soudal  | a 13'26"  |

### Classifica a squadre
| Pos. | Squadra            | Tempo      |
| ---- | ------------------ | ---------- |
| 1    | Jumbo-Visma        | 229h42'26" |
| 2    | Bahrain Victorious | a 20'49"   |
| 3    | Bora-Hansgrohe     | a 32'54"   |
| 4    | UAE Team Emirates  | a 33'46"   |
| 5    | Movistar Team      | a 2h17'23" |